# ДФ-120 «Днепр»
ДФ-120 «Днепр» (дождеватель фронтальный) — советская самоходная многоопорная широкозахватная среднеструйная дождевальная машина фронтального перемещения с забором воды от гидрантов. Осуществляет полив в позиционном режиме, работает от электропривода. Разработана Херсонским комбайновым заводом в 1-й половине 1970-х годов и стала одной из первых советских электрифицированных дождевальных машин. В 1975—1976 годах начато серийное производство. Предназначена для полива любых сельскохозяйственных культур.
Дождеватель состоит из водопроводящего пояса на самопередвижных тележках и расположенных перпендикулярно по отношению к поясу труб-открылков. Двигатели-редукторы работают в передвижной электростанции, установленной на колёсном тракторе.
Водопроводящий пояс состоит из алюминиевых труб диаметром 180 мм с фланцевыми соединениями, длина каждой трубы — 9 м. Водопроводящий пояс располагается на высоте 2,1 м над уровнем земли. Трубы-открылки имеют длину по 13,7 м, их диаметры — 65 и 50 мм. На концах труб-открылков размещены среднеструйные дождевальные аппараты «Роса-3». Водопроводящий пояс и трубы-открылки поддерживаются системой тросовых растяжек, которые крепятся к мачтам над тележками. Каждая опорная тележка выполнена в виде сварной опорной пространственной рамы, которая опирается на два колеса. Колёса приводит в движение электромотор-редуктор при помощи цепной передачи. Электромотор работает от передвижной электростанции ЕСС5 на колёсном тракторе ЮМЗ-6 рядом с гидрантами. Водозаборное устройство — две телескопические алюминиевые трубы со сферическими шарнирами. На конце телескопа располагается колонка со штурвалом для подключения к гидранту и подачи воды в машину. Телескоп также несёт на себе коробку подключения к передвижной тракторной электростанции.
Модификация ДФ-80 отличается стальным водопроводящим поясом и дождевальными аппаратами карусельного типа, которые характерны пониженной интенсивностью дождя и исключением поверхностного стока.
Дождеватель работает позиционно. Для полива на позиции его останавливают. Затем подключают водозаборное устройство к гидранту закрытой оросительной сети, а после прекращения полива — отсоединяют. После чего машину перегоняют на новую позицию к другому гидранту. Управление электроприводами крайних тележек во время движения осуществляется с пульта трактора, двигающегося рядом с машиной. Все прочие опоры управляются системами синхронизации движения, благодаря которым двигатель-редуктор опережающей тележки останавливается автоматически. Скорость движения дождевателя «Днепр» во время смены позиции — около 0,5 км/ч. Таким образом осуществляется полив прямоугольного поля.
Перегон дождевателя между полями осуществляется буксированием, при этом колёса разворачивают на 90°.
Дождеватель «Днепр» используют при скорости ветра до 5 м/с на участках правильной формы со спокойным рельефом и общих уклонах до 0,02. Применяется для полива практически всех сельскохозяйственных культур. «Днепры» являются дождевальными машинами второго поколения.  В 2005 году в России имелось 559 машин (2,7 % парка дождевальной техники страны), в 2014 году — 231 машины (1,7 %), в 2019 году — 18 машин (0,1 %). В 2019 году площадь орошения «Днепрами» в России составляла 2 тысячи га (0,3 %).
| Технические характеристики модификаций                     | Технические характеристики модификаций | Технические характеристики модификаций | Технические характеристики модификаций | Технические характеристики модификаций | Технические характеристики модификаций |
| Показатель                                                 | ДФ-120                                 | ДФ-120-01                              | ДФ-120-02                              | ДФ-120-03                              | ДФ-120-04                              |
| ---------------------------------------------------------- | -------------------------------------- | -------------------------------------- | -------------------------------------- | -------------------------------------- | -------------------------------------- |
| Расход воды, л/с                                           | 120                                    | 113                                    | 106                                    | 99                                     | 92                                     |
| Ширина захвата, м                                          | 460                                    | 433                                    | 406                                    | 379                                    | 352                                    |
| Ширина машины, м                                           | 27                                     | 27                                     | 27                                     | 27                                     | 27                                     |
| Высота машины, м                                           | 5,3                                    | 5,3                                    | 5,3                                    | 5,3                                    | 5,3                                    |
| Число тележек                                              | 17                                     | 16                                     | 15                                     | 14                                     | 13                                     |
| Напор, МПа                                                 | 0,44-0,45                              | 0,44-0,45                              | 0,44-0,45                              | 0,44-0,45                              | 0,44-0,45                              |
| Мощность электродвигателя мотор-редуктора, кВт             | 1,1                                    | 1,1                                    | 1,1                                    | 1,1                                    | 1,1                                    |
| Средняя интенсивность дождя с учетом перекрытий, мм/мин    | 0,29-0,3                               | 0,29-0,3                               | 0,29-0,3                               | 0,29-0,3                               | 0,29-0,3                               |
| Максимальная производительность за 1 час чистой работы, га | 0,71                                   | 0,67                                   | 0,63                                   | 0,59                                   | 0,55                                   |
| Расстояние между гидрантами, м                             | 54                                     | 54                                     | 54                                     | 54                                     | 54                                     |
| Масса, кг                                                  | 13,35-14,2                             | 13,35-14,2                             | 13,35-14,2                             | 13,35-14,2                             | 13,35-14,2                             |

## Ссылка
- Дождеватели фронтальные ДФ-120 «Днепр» // avtomash.ru.